# Osse (Łódź)
Pour les articles homonymes, voir Osse.
Osse est une localité polonaise de la gmina de Stryków, située dans le powiat de Zgierz en voïvodie de Łódź.